# Nemesis (film)
Pour les articles homonymes, voir Némésis (homonymie).
Série
Nemesis 2
(1995)
Pour plus de détails, voir Fiche technique et Distribution.
Nemesis est un film de science-fiction réalisé par Albert Pyun et sorti en 1992.

## Synopsis
Los Angeles en 2027, le Japon et les États-Unis ont fusionné politiquement et économiquement. Alex (joué par Olivier Gruner) est un policier assassin mi-homme mi-machine, dont les membres totalement carbonisés ont été remplacés par des organes robotisés. Il agit pour le compte d'une version futuriste du LAPD (Police Municipale de Los Angeles) pour exécuter plusieurs résistants dont une meneuse, Rosaria, jouée par Jennifer Gatti. Il tente de quitter le LAPD et devient un délinquant sans envergure effectuant des petits boulots pour la pègre. Cependant, les responsables du LAPD refusent de le laisser libre et, dès lors qu'ils ont besoin de lui, vont le chercher. 
Alex est rappelé afin d’exécuter une dernière mission consistant en l'assassinat des chefs de la résistance. Il découvre alors que les résistants ne se battent pas contre le contrôle du gouvernement sur la vie de la population, mais pour l'avenir de l'humanité.
Une nouvelle race d'androïdes infiltre en effet la société humaine en intégrant la mémoire de certaines personnes dans des corps robotisés, les fidélisant ainsi à la cause cybernétique. Alex découvre qu'il a une bombe implantée dans le cœur et la course contre la montre commence pour trouver le chef de la résistance (Cary-Hiroyuki Tagawa) et désactiver la bombe avant qu'elle n'explose. Il trouve le chef de la résistance juste à temps et rejoint la cause des résistants, appelés les Red Army Hammerheads. Mais alors qu'ils s'échappent à bord d'un appareil volant, un cyborg que l'on pensait détruit attaque, et on découvre qu'Alex lui-même est un cyborg.
Le cyborg démoniaque est vaincu, l'aérodyne file dans les airs. Le film se termine sur une image d'Alex et de son rival sur un toit, Alex fait une remarque spirituelle à laquelle il avait fait allusion plus tôt dans le film, et tire sur le cyborg.
Alex s'éloigne en compagnie de son acolyte (Merle Kennedy) et tous les deux plaisantent sur la façon dont ils vont devoir passer la douane de Los Angeles avec son corps métallique[Qui ?].

## Fiche technique
- Titre : Nemesis
- Réalisation : Albert Pyun
- Scénario : Rebecca Charles
- Musique : Michel Rubini (en)
- Photographie :  George Mooradian
- Production :  Tom Karnowski, Eric Karson, Ash Shah
- Société de production : Greenleaf Productions
- Pays d'origine :  Danemark /  États-Unis
- Format : couleurs - 1,37:1
- Genre : science-fiction, thriller
- Durée : 95 minutes
- Dates de sortie :
  - Japon : 22 décembre 1992
  - États-Unis : 29 janvier 1993

## Distribution
- Olivier Gruner (VF : lui-même) : Alex Rain
- Tim Thomerson (VF : Jacques Deschamps) : Farnsworth
- Brion James : Maritz
- Merle Kennedy : Max Impact
- Cary-Hiroyuki Tagawa : Angie-Liv
- Deborah Shelton (VF : Béatrice Delfe) : Julian
- Yuji Okumoto (VF : Jean-Philippe Puymartin) : Yoshiro Han
- Marjorie Monaghan : Jared
- Vincent Klyn : Michelle
- Nicholas Guest (en) : Germain
- Thom Matthews : Marion
- Marjean Holden : Pam
- Thomas Jane (VF : Michel Mella) : Billy